# Agostino Vallini
Agostino Vallini (Poli, 17 aprile 1940) è un cardinale e arcivescovo cattolico italiano.

## Biografia
È nato a Poli, in provincia di Roma, il 17 aprile 1940, ma la famiglia paterna è di origini toscane, precisamente del comune di Pomarance.
Suo padre, in quanto sottufficiale dei Carabinieri, fu deportato in Germania durante il periodo della seconda guerra mondiale e la sua famiglia, composta dalla madre e da una sorella si spostò verso Corchiano, paese di origini materne, in provincia di Viterbo. Qui Agostino fu avviato all'educazione scolastica e religiosa. Con la fine della guerra e il ritorno del padre la famiglia si spostò a Caserta e poi a Napoli, dove il padre ricopriva il ruolo di maresciallo nell'Arma dei Carabinieri. Nel 1952 il lutto materno segnò definitivamente la sua decisione di entrare in seminario.

### Formazione e ministero sacerdotale
Dopo aver compiuto dodici anni di formazione presbiterale nel seminario partenopeo, fu ordinato il 19 luglio 1964 per mani del vescovo ausiliare di Napoli mons. Vittorio Longo, per volere dell'allora arcivescovo metropolita, card. Alfonso Castaldo.
Gli insegnamenti che ricevette presso la Pontificia Facoltà Teologica di Napoli furono decisivi nella sua formazione, essendo stato a contatto con personaggi di rilevanza del calibro di Giovanni Bandino, Ciriaco Scanzillo, Domenico Mallardo, Vitale De Rosa, Antonio Ambrosanio, Luigi Diligenza, Edoardo Davino. Nel 1964, sentendosi vocato agli studi, si iscrisse alla Pontificia Università Lateranense e ottenne il dottorato in utroque iure. Alla Lateranense fu allievo di grandi maestri, tra i quali padre Anastasio Gutiérrez, clarettiano. Attraverso di lui conobbe il nascente Gruppo Laico «Seguimi», riconosciuto nel 1965 da mons. Abele Conigli vescovo di Sansepolcro, di cui successivamente divenne membro.
Nel 1969, finiti gli studi presso l'università romana, cominciò a insegnare diritto canonico presso la Facoltà teologica partenopea. Poco dopo ricevette dal rettore della Pontificia Università Lateranense, mons. Pietro Pavan, l'invito a insegnare diritto pubblico ecclesiastico rivedendo l'insegnamento sotto una chiave postconciliare.
In quegli anni ricoprì inoltre la carica di assistente ecclesiastico della FUCI di Napoli e dell'USMI partenopea. Lasciò l'insegnamento al Laterano quando fu chiamato nel 1978, dal cardinale Corrado Ursi, a ricoprire la carica di rettore del Seminario Maggiore partenopeo. Incarico che lasciò nel 1987.

### Ministero episcopale e cardinalato
Papa Giovanni Paolo II lo ha nominato vescovo ausiliare di Napoli e vescovo titolare di Tortiboli il 23 marzo 1989 ed è stato ordinato vescovo il 13 maggio 1989 dal cardinale Michele Giordano di cui è divenuto diretto collaboratore, ricoprendo anche l'incarico di vicario generale.
Il 13 novembre 1999 è stato nominato vescovo di Albano, dove fa il suo ingresso il 15 gennaio 2000 e dove è stato promotore di una riforma pastorale dell'intera diocesi.
Il 27 maggio 2004, grazie alla sua formazione giuridica è stato nominato prefetto del Supremo tribunale della Segnatura apostolica da Giovanni Paolo II, che lo ha elevato, al contempo, alla dignità arcivescovile. Ha lasciato questo incarico il 27 giugno 2008.
Papa Benedetto XVI lo ha elevato alla dignità cardinalizia nel concistoro del 24 marzo 2006 e gli ha attribuito la diaconia di San Pier Damiani ai Monti di San Paolo.
Il 27 giugno 2008 è stato nominato, in qualità di successore del cardinale Camillo Ruini, cardinale vicario per la diocesi di Roma, arciprete della basilica di San Giovanni in Laterano, gran cancelliere della Pontificia Università Lateranense.
Il 24 febbraio 2009 Benedetto XVI lo ha elevato pro hac vice all'ordine dei presbiteri.
Il 18 settembre 2012 è stato nominato padre sinodale della XIII Assemblea Generale Ordinaria del Sinodo dei Vescovi.
Il 18 maggio 2013 papa Francesco lo ha confermato suo vicario per la diocesi di Roma.
Nel dicembre 2014 l'Accademia Bonifaciana di Anagni, su proposta del Fondatore, Rettore Sante De Angelis, gli conferisce il Premio Internazionale Bonifacio VIII ed accoglie la Bulla Indulgentiarum originale del 1300 dello stesso papa Caetani, pervenuta nella città papale per l'occasione.
Il 26 maggio 2017 papa Francesco ha accolto la sua rinuncia per raggiunti limiti di età ed ha nominato suo successore il vescovo Angelo De Donatis, contestualmente elevato alla dignità arcivescovile.
Il 24 ottobre 2017 è nominato legato pontificio per le basiliche di San Francesco e di Santa Maria degli Angeli in Assisi.
È stato membro della Congregazione per gli istituti di vita consacrata e le società di vita apostolica, della Congregazione per i vescovi, della Congregazione per le Chiese orientali, della Congregazione delle cause dei santi, del Pontificio consiglio per i testi legislativi e dell'Amministrazione del patrimonio della Sede Apostolica.
Il 17 aprile 2020, al compimento del suo ottantesimo genetliaco, è uscito dal novero dei cardinali elettori.
Il 10 ottobre 2020 ha presieduto il rito di beatificazione di Carlo Acutis, presso la basilica superiore di San Francesco ad Assisi.
Il 16 luglio 2025, per nomina papale, il cardinale Ángel Fernández Artime gli succede come legato pontificio per le basiliche di San Francesco e di Santa Maria degli Angeli ad Assisi.

## Genealogia episcopale e successione apostolica
La genealogia episcopale è:
- Cardinale Scipione Rebiba
- Cardinale Giulio Antonio Santori
- Cardinale Girolamo Bernerio, O.P.
- Arcivescovo Galeazzo Sanvitale
- Cardinale Ludovico Ludovisi
- Cardinale Luigi Caetani
- Cardinale Ulderico Carpegna
- Cardinale Paluzzo Paluzzi Altieri degli Albertoni
- Papa Benedetto XIII
- Papa Benedetto XIV
- Cardinale Enrico Enriquez
- Arcivescovo Manuel Quintano Bonifaz
- Cardinale Buenaventura Córdoba Espinosa de la Cerda
- Cardinale Giuseppe Maria Doria Pamphilj
- Papa Pio VIII
- Papa Pio IX
- Cardinale Alessandro Franchi
- Cardinale Giovanni Simeoni
- Cardinale Vincenzo Vannutelli
- Cardinale Giovanni Battista Nasalli Rocca di Corneliano
- Cardinale Marcello Mimmi
- Arcivescovo Giacomo Palombella
- Cardinale Michele Giordano
- Cardinale Agostino Vallini

La successione apostolica è:
- Vescovo Guerino Di Tora (2009)
- Vescovo Giuseppe Marciante (2009)
- Vescovo Giuseppe Giudice (2011)
- Arcivescovo Giovanni Tani (2011)
- Cardinale Matteo Maria Zuppi (2012)
- Vescovo Lorenzo Leuzzi (2012)
- Vescovo Paolo Selvadagi (2013)
- Cardinale Augusto Paolo Lojudice (2015)
- Vescovo Gianrico Ruzza (2016)
- Cardinale Mauro Gambetti, O.F.M Conv. (2020)